# 马林·格奥尔基
马林·格奥尔基（羅馬尼亞語：Marin Gheorghe，1959年9月5日—），罗马尼亚男子赛艇运动员。他曾代表罗马尼亚参加1992年和1996年夏季奥林匹克运动会赛艇比赛，其中1992年奥运会获得一枚银牌。